# 李素伯
李素伯（1908年—1937年），原名文達，又名绚，字素伯，又字质庵，号梦秋、梦秋子，笔名所北，江蘇省啟東市海復鎮人，中国文学家、诗人、散文批评家。

## 生平
早孤，依賴親戚救濟。1921年進南通高等小學讀書，1928年畢業於南通師範。後在江蘇南通師範任國文教員，1932年出版《小品文研究》，享譽文壇，很快销售一空。1934年再版。《小品文研究》共分析了周作人、鲁迅、朱自清、俞平伯、徐志摩、落花生、冰心、绿漪、陈学昭、叶绍钧、郭沫若、钟敬文、孙福熙、郑振铎、丰子恺等十八位作家作品。另著有《觀萬流亭之夜》、《春的旅人》、《血寫的歷史》、《中國詩人與自然》、《漫談新詩》等。